# 2021年11月北アメリカ太平洋岸北西部水害
2021年11月北アメリカ太平洋岸北西部水害（2021ねん11がつ きたアメリカ たいへいようがん ほくせいぶ すいがい、英: November 2021 Pacific Northwest floods）は、カナダ・ブリティッシュコロンビア州および隣接するアメリカ合衆国ワシントン州の一部に被害をもたらした一連の水害である。大気の川の一種であるパイナップルエクスプレスにより、ブリティッシュコロンビア州南部とアメリカ合衆国北西部の一部で豪雨が発生し、洪水や多数の土砂災害が発生した。この自然災害を受けて、ブリティッシュコロンビア州は非常事態宣言を発令した。
ブリティッシュコロンビア州南部で特に懸念されたのは、カナダ最大の港であるバンクーバーとフレイザーバレーおよびその他のブリティッシュコロンビア州内やカナダ国内の地域を結ぶ輸送路の深刻な短期的・長期的寸断であった。フレイザーバレーは人口が多く、州内の農業生産の大部分が行われており、鉄道サービスなしでは家畜の飼料供給に限界がある。フレイザーバレーは特に被害が大きく、西のバンクーバー、東のアルバータへの全ての主要ルートが影響を受けた。ブリティッシュコロンビア州北部や南のワシントン州への代替ルートは、山岳地形のため限られている。頻繁に利用されている鉄道ルートであるカナディアン・ナショナル鉄道とカナダ太平洋鉄道、ロウアーメインランドと州内のその他の地域を結ぶ全ての高速道路は、いずれも寸断された。
ブリティッシュコロンビア州公衆安全大臣マイク・ファーンワースは、軍による派遣が1か月の支援を行った上で12月17日に終了したことを発表した。請負業者、非政府組織、地域の原野火災管理サービスの専任派遣部隊で十分復興を行えるまで状況は改善された。
12月10日、カナダ保険局は、水害による損害額が、被保険損害額で少なくとも4.5億カナダドルに上り、ブリティッシュコロンビア州で過去最大の自然災害損害額となったと発表した。ただし、この損害額には、インフラやその他の保険未加入の資産は含まれていない。特に、アボッツフォード地域のスーマスプレイリーでは、60万以上の家畜が水害により死亡した。再保険会社エーオンは、経済的損害は20億米ドル以上に達するとする推計を12月17日に発表した。また、12月26日に発行されたNGOクリスチャン・エイドの年次報告書では、被害額は最大75億米ドルに達すると推定された。

## 背景

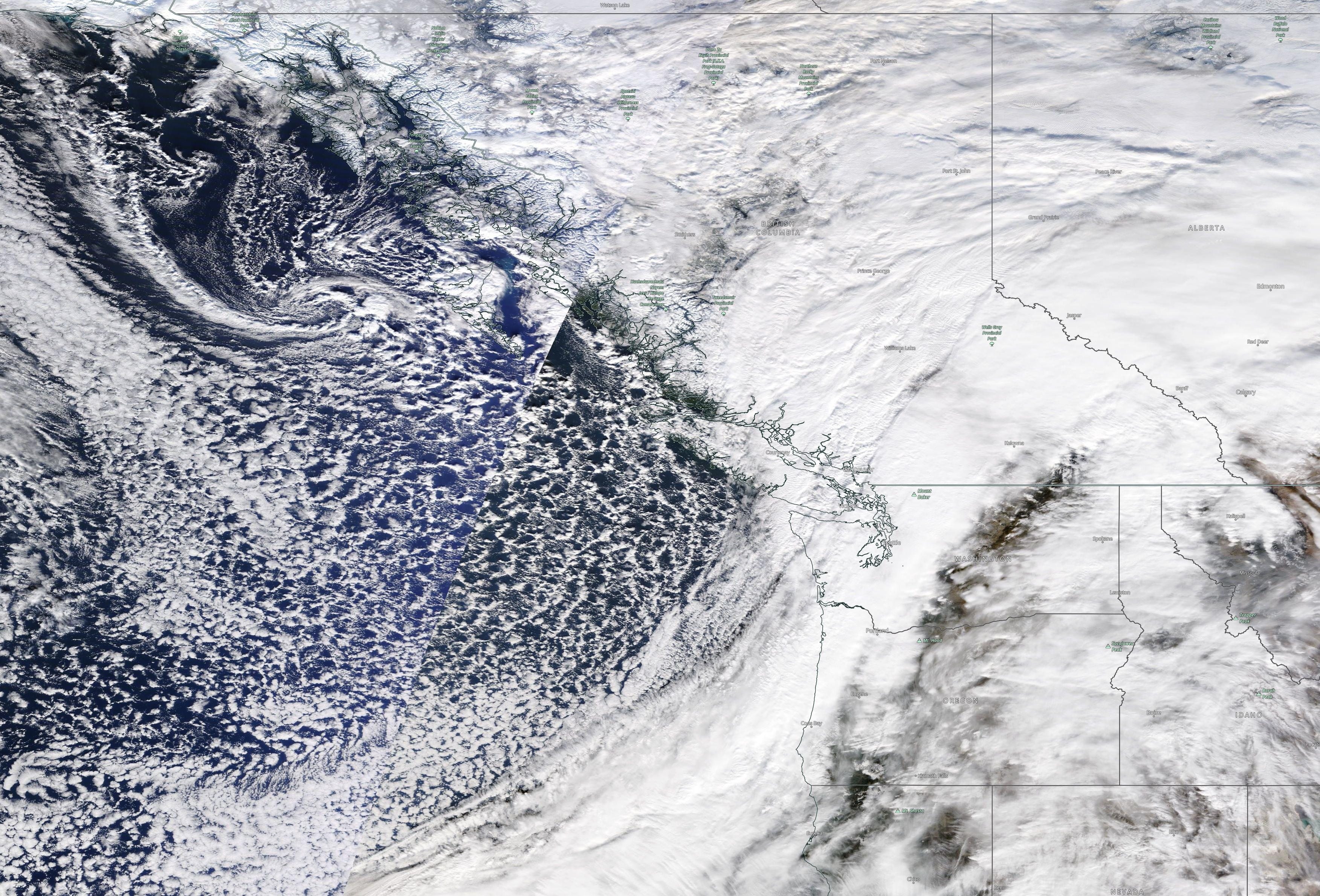
11月15日0時（UTC）時点の暴風雨の衛星画像。

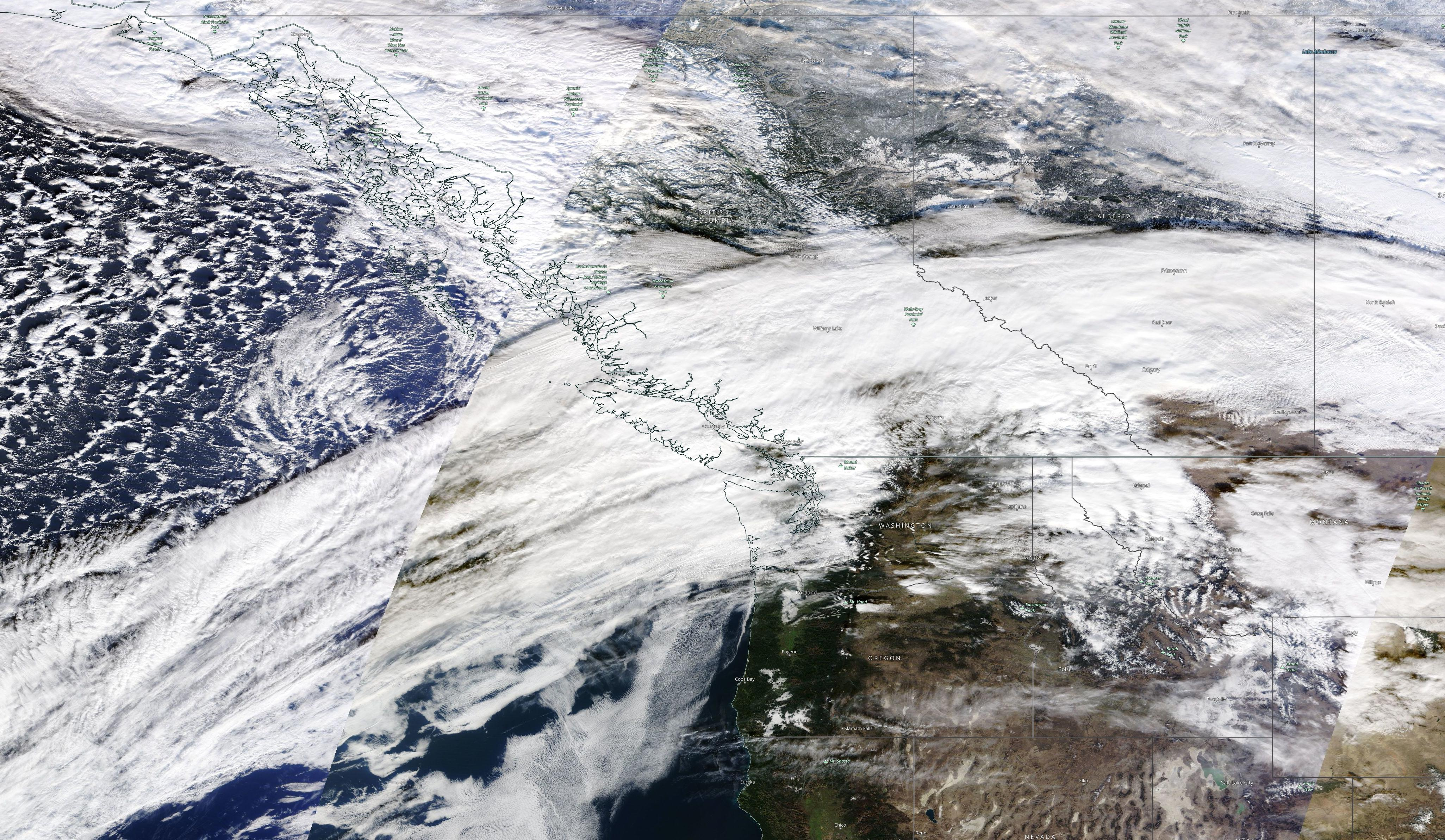
12月1日に撮影された一連の低気圧。地域に更なる降水をもたらしている。

11月上旬の複数の気象系により、ブリティッシュコロンビア州南西部とアメリカ合衆国太平洋岸北西地域に記録的な降水がもたらされた。うち、1つの気象系により、11月6日にバンクーバー近郊で水上竜巻が発生した。また、別の気象系を受けて、11月9日にワシントン州キトサップ郡で2件の竜巻警報が発表された。その後、気候学において大気の川と呼ばれる1つ目の強い低気圧が太平洋で形成され、11月12日に沿岸に移動した。2日後、2つ目の大気の川が、ほぼ同じ経路で沿岸に移動した。アメリカ国立気象局は、スカジット郡とワットコム郡に洪水警報、ワシントン州北西部の大部分に強風警報を発表した。また、11月24日から12月1日にかけて、さらに3つの大気の川がブリティッシュコロンビア州南部とワシントン州北西部に影響を及ぼすことが予測された。

### 気象状況
ブリティッシュコロンビア州ホープでは、11月14日から15日にかけて、1990年11月9日から10日に観測された2日間降水量記録303.6ミリメートルに迫る277.5ミリメートルの降水が観測された。また、計20の降水量記録がブリティッシュコロンビア州各地で更新された。ホープ、アガシー、マラハット、リロエット、アボッツフォードでは、11月14日に日降水量記録を更新し、ホープと北バンクーバーでは11月の平均降水量を2日間で上回った。
ワシントン州ベリンハムでは、通常、11月の月平均降水量は67ミリメートルであるが、11月14日から15日にかけて71ミリメートルの降水量、3日間で150ミリメートル弱の降水量を観測し、いずれも記録を更新した。

## 影響
ブリティッシュコロンビア州道1号線（カナダ大陸横断高速道路の一部）、州道99号線、州道7号線、州道3号線、コキーハラハイウェイ（州道5号線の一部）が通行止めとなり、メトロバンクーバーとその他のカナダ国内の地域との道路交通が遮断された。これを受けて、カナダ国境サービス庁は、新型コロナウイルスの感染拡大に関連する一部の出入国規制を解除し、カナダ国民がアメリカ合衆国を経由してメトロバンクーバーとその他のカナダ国内の地域を行き来できるようにした。
カナディアン・ナショナル鉄道とカナダ太平洋鉄道の線路は、いずれも複数の地点で寸断され、カムループスとバンクーバーの間の鉄道による接続が失われた。VIA鉄道のカナディアンによる旅客運行はカナディアン・ナショナル鉄道とカナダ太平洋鉄道の線路を利用していたため、ウィニペグから西の全列車の運行が12月12日まで中止となった。11月13日のトロント発西行きの列車は水害発生時すでに運行中であったが、ウィニペグで運行中止となり、ウィニペグより西に向かっていた旅客は、バスまたは飛行機で最終目的地まで移動した。
ブリティッシュコロンビア州の電力会社BCハイドロによると、11月15日夜までにブリティッシュコロンビア州の各地で少なくとも6万世帯が停電した。

### スコーミッシュ・リロエット地域
11月15日、複数の土砂崩れが発生し、リロエットの南42キロメートルに位置する州道99号線のダフィーレイクロードの複数箇所が崩壊した。複数の車両が土砂に巻き込まれ、当初1人が遺体で発見され、4人が行方不明となった。この複数の土砂崩れにより、ダフィーレイクロードはマウントカリーからリロエットまでの全線で通行止めとなった。5日後、ダフィーレイクロードは通行制限付きで再開し、引き続き行方不明者の捜索・救助が行われ、さらに3人の遺体が発見された。11月20日、州道99号線は重要車両のみで再開し、引き続き土砂の撤去が行われた。

### ブリティッシュコロンビア内陸部

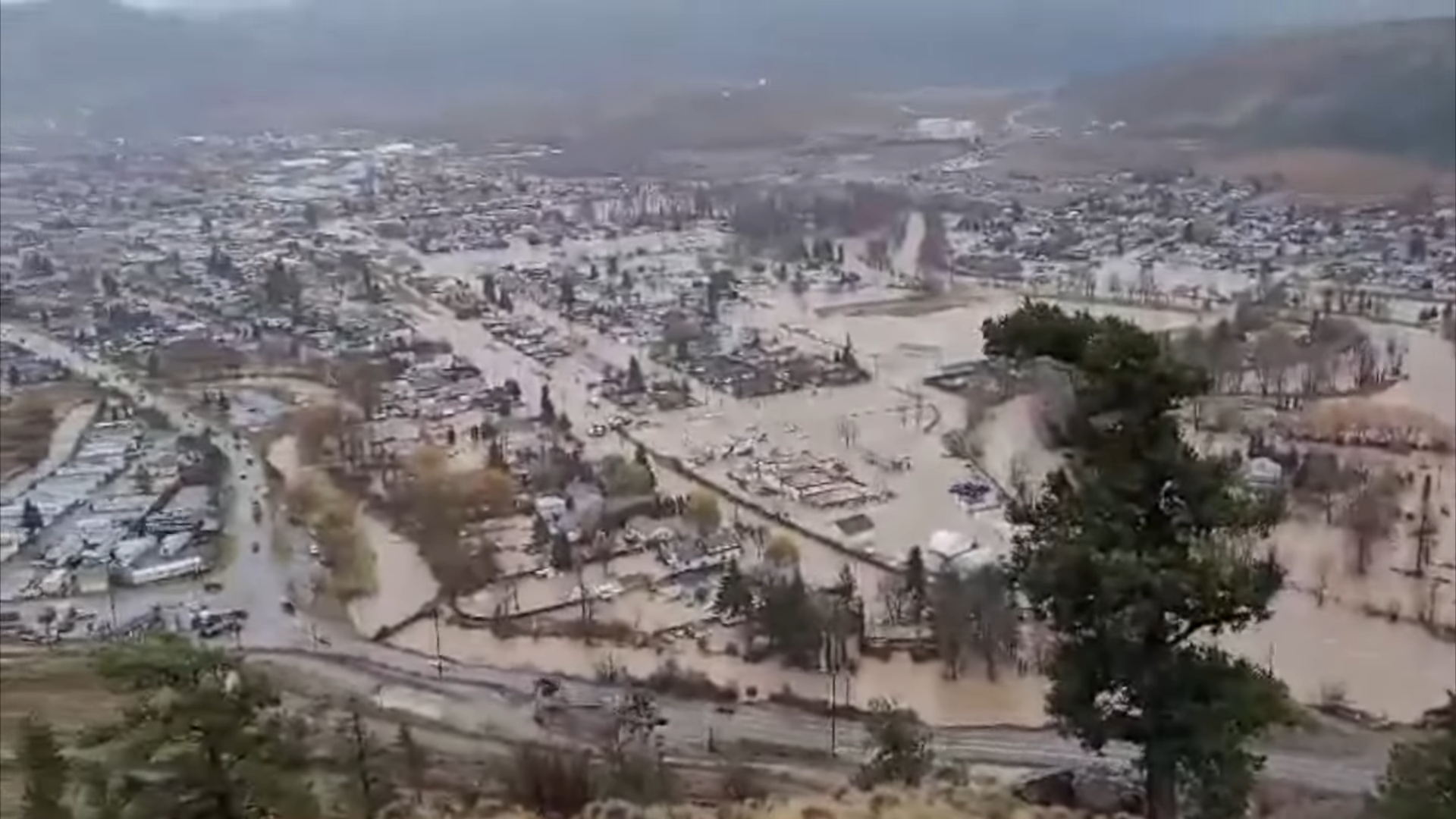
11月7日、ブリティッシュコロンビア州メリットにおける洪水の様子。

州道1号線とホープ近郊のコキーハラハイウェイの区間は、並行する線路とともに崩壊した。ホープ近郊のコキーハラハイウェイでは、2車線区間全体がコキーハラ川の氾濫により崩壊した。11月15日、州道3号線と州道99号線は、いずれも洪水および土砂崩れにより通行止めとなった。11月18日、ブリティッシュコロンビア州政府は、コキーハラハイウェイのホープ・メリット間の復旧には数か月を要すると推定し、仮設のベイリー橋を設置すると発表した。
線路の崩壊により、カナディアン・ナショナル鉄道運行の貨物列車が、ブリティッシュコロンビア州ホープの北25キロメートル地点で脱線した。負傷者は報告されていない。
州道8号線のスペンシズブリッジとメリットの間は最も被害が甚大で、ニコラ川の氾濫により道路の複数の区間が完全に崩壊し、道路沿いの小規模農業や先住民族のコミュニティへのアクセスも遮断された。
11月15日、メリットではコールドウォーター川の土手が決壊し、市の下水処理場が氾濫して機能不全に陥り、全住民7千人が避難した。避難住民は、カムループスまたはケロウナに向かうよう指示された。
同日、ブリティッシュコロンビア州プリンストンは、トゥラミーン川とシミルカミーン川の土手の決壊による局地的な洪水を受け、町内に非常事態宣言を発令した。天然ガスの供給は、新規ガス管の敷設と一部旧ガス管の修繕のため、11月19日まで中断された。州道3号線は同日に再開したが、進行中の修繕・建設作業への影響を最小限に抑えるため、重要車両のみに制限された。
格安航空会社Swoopは、復旧作業を支援するため、アボッツフォード国際空港とケロウナ国際空港の間で運航を行うと発表した。運航は、11月22日から12月15日まで実施された。

### フレイザーバレー
アガシー近郊のフレイザー川北側では、複数の土砂崩れにより州道7号線が通行止めとなり、300人以上が取り残された。取り残された人々は、少なくとも2夜を車両内で過ごした後、コモックス空軍基地から出動した捜索救難ヘリコプター3機により救助された。フロート水上機運航会社ハーバーエアは、州道7号線を利用できない避難住民のために、ハリソン湖からバンクーバー中心部までの特別便を運航した。VIA鉄道とカナディアン・ナショナル鉄道は、ホープからバンクーバーのパシフィックセントラル駅まで避難用列車を運行した。11月17日には、州道7号線のアガシーとホープの間の区間で西行きの通行が一部再開された。
地域の主要公共交通機関も、主要幹線道路の迂回や通行止めにより悪影響を受けた。フレイザーバレー中心部では、ラングリーから州道1号線を経由してチリワックまで運行するフレイザーバレーエクスプレス66番が、州道1号線の洪水により、ラングリーとアボッツフォードの間での短縮運行となった。12月1日、ウエストコーストエクスプレスの通勤列車が、カナダ太平洋鉄道の線路の土砂崩れのため、ミッションシティ駅とメイプルメドウズ駅の間で運休となった。これを受けて、影響を受けた駅間では、通勤列車の運行時間帯にバスによる振替輸送が行われた。

#### スーマスプレイリー
スーマスプレイリーは、1920年代前半にスーマス湖の干拓により造成されたが、11月16日、スーマス川とヌクサック川の氾濫によって再度水が溜まり、アボッツフォードの1,100世帯が避難を余儀なくされた。スーマスプレイリー地域には同日夜までに壊滅的洪水警報が発表され、牛や鶏を含む家畜の相当な損失が予測された。避難に伴い、アボッツフォード市は、アボッツフォードレクリエーションセンターに緊急避難センターを開設した。
11月18日、アボッツフォードのナンバーフォーロードとマクダーモットロードの交差点付近のスーマス川の堤防には、長さ100メートルの亀裂が存在していた。スーマスプレイリーで発生中の洪水を食い止めて被害を受けた堤防区間の修繕を可能とするため、当初の計画では請負業者とカナダ軍がナンバーフォーロード近くの州道1号線沿いに2.5キロメートルの仮設の堤防を建設することとなっており、これに伴い当該地域の6～12世帯が収用される予定となっていた。しかし、翌日、フレイザー川の水位の評価が行われ、堤防建設および住宅収用を要しない程度まで水位が低下していることが判明したため、請負業者は住宅に影響を及ぼすことなく堤防の亀裂を直接修繕することができるようになった。
11月28日、直近の降水によりヌクサック川が越流し、ハンティンドンビレッジの90世帯が避難を余儀なくされた。

### メトロバンクーバー

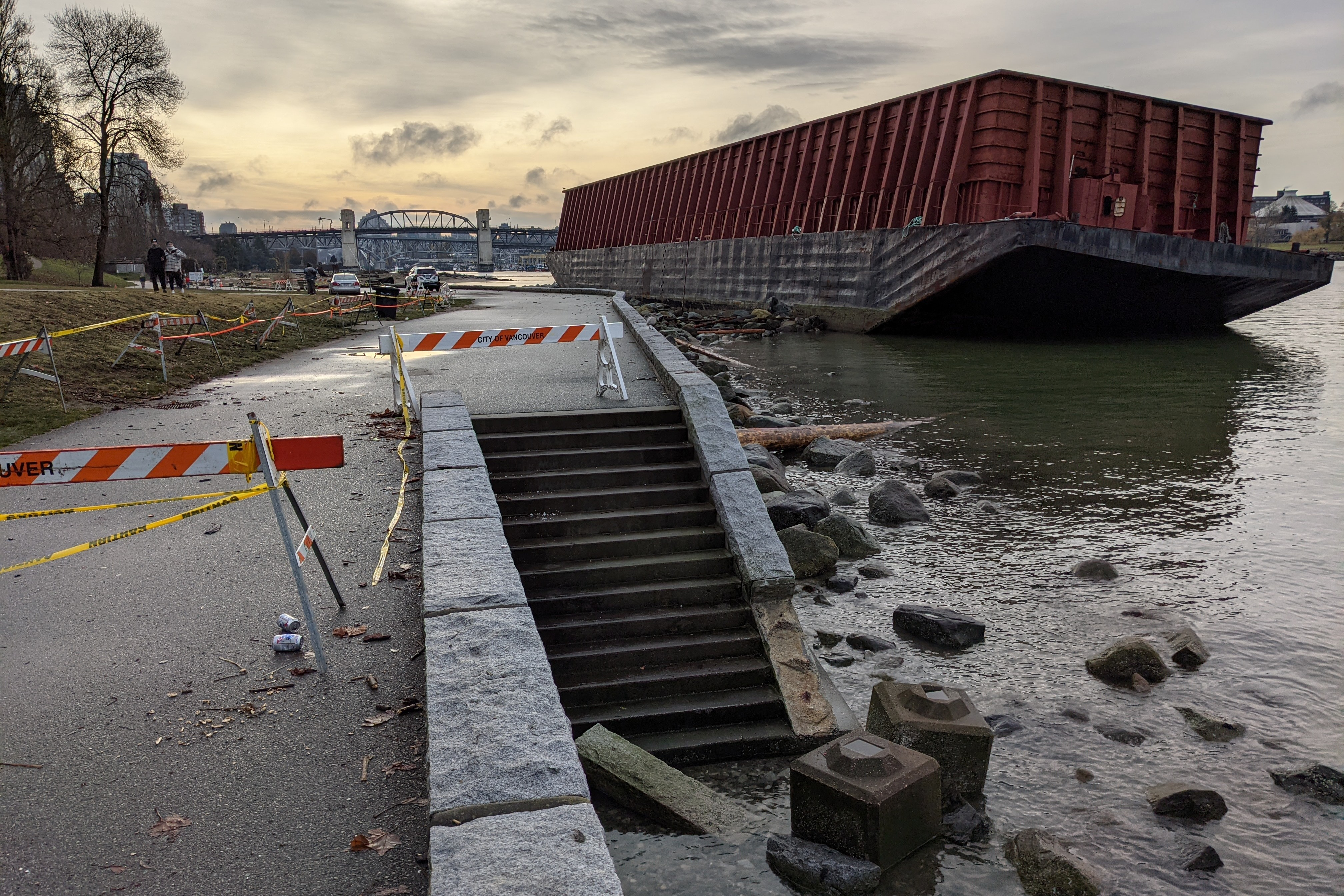
バンクーバーの護岸に引き上げられた艀

バンクーバー市内では、抜錨された艀が衝突する恐れがあり、11月15日にバラード橋が閉鎖された。翌11月16日朝、艀の護岸への引き上げを受け、バラード橋の通行止めは解除された。ブリティッシュコロンビア州リッチモンドの交通は、ウェストミンスターハイウェイ近郊の州道99号線やブランデルロードなどへの局地的な洪水により、甚大な影響を受けた。
バンクーバー国際空港における運行遅延は、強風にもかかわらず小規模にとどまった。航空機に搭乗予定の旅客は、さらなる遅延に備えるよう通知された。

### バンクーバー島
11月15日以降、バンクーバー島の主要交通ルートは深刻な影響を受けた。州道1号線は、マラハット山頂を経由する唯一の実用的な接続路であったが、道路の崩壊や土砂崩れにより、11月15日の朝から通行止めとなった。この通行止めにより、州都（島南端に位置するビクトリア）から北のダンカンとその他の島内の地域への道路によるアクセスが遮断された
。
11月16日、州道1号線は、日中1車線交互通行で再開し、夜は復旧を円滑に進めるため通行止めとなった。この期間、BCフェリーは、サーニッチ海峡各地の少人数ルートで運航を追加し、特に11月15日夜には一晩中運航を行った。11月18日には、バンクーバー島東沿岸のデューク岬とスワーツ湾の間で貨物フェリー1隻による往復運航が行われた。
道路の閉鎖後および通行制限中の数日間、ビクトリア地域はガソリン不足に陥った。（通常、ガソリンはロウアーメインランドからジョージア海峡の各地を経由して南の首都地域に供給される。）11月18日、州道1号線の夜間通行止めが解除され、11月19日には、州道1号線で予定より3日早く1車線対面通行が再開した。2日後、一時的な修繕が進み、2車線の通行が可能となった。完全な通行再開までは一定期間かかるものと予測される。

### ワシントン州

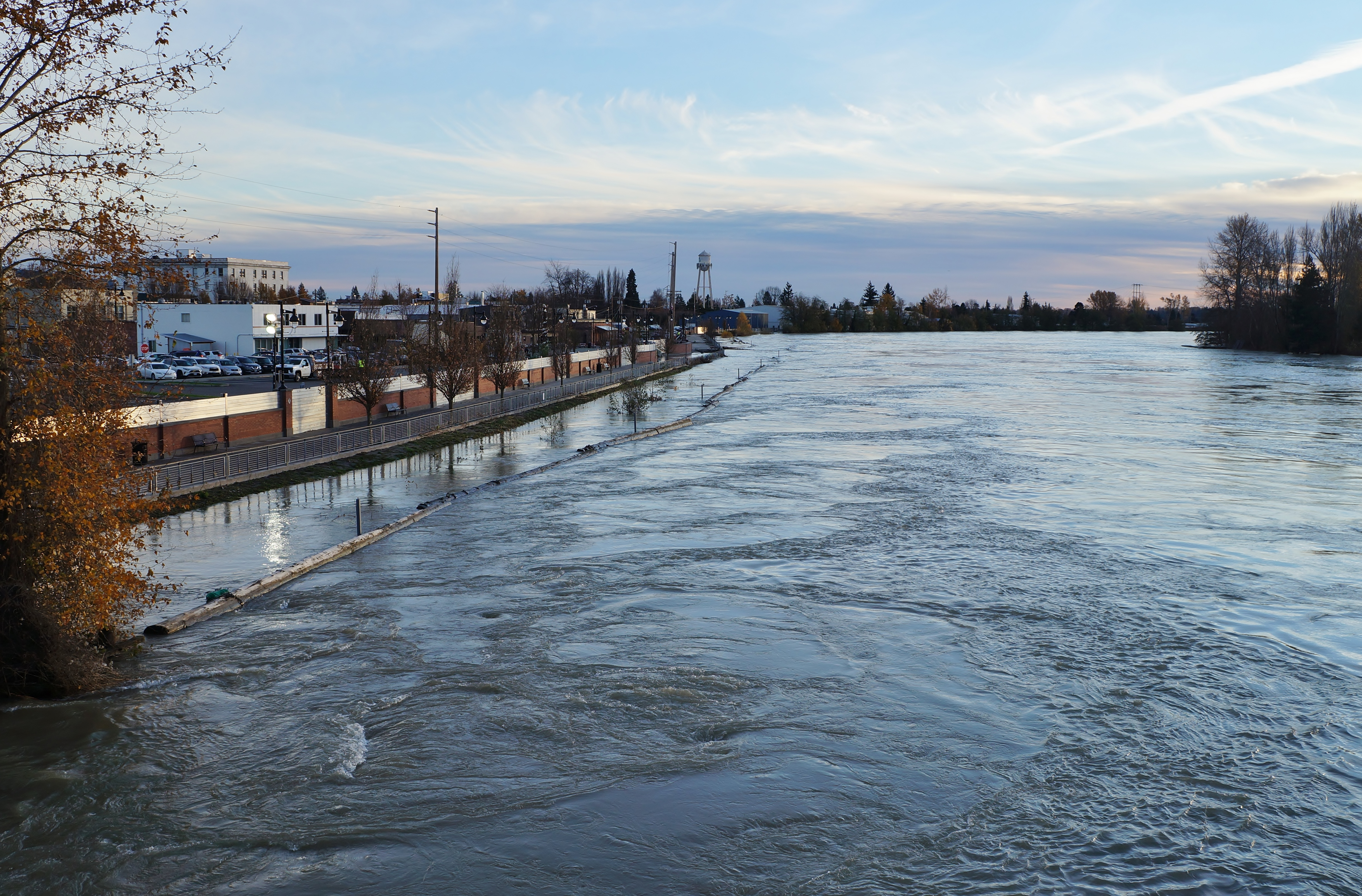
11月17日、ワシントン州マウントバーノン中心部。スカジット川の水位が洪水レベルを超えている。

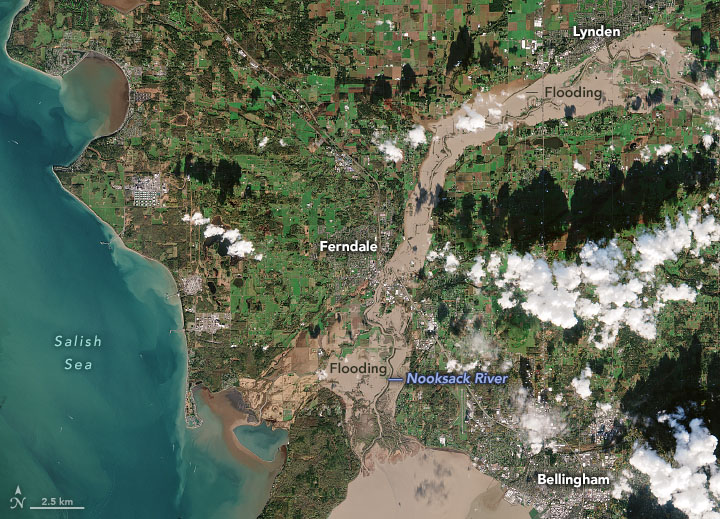
ヌクサック川渓谷の洪水範囲（茶色の部分）。

ワシントン州では、停電やその他のサービスの中断により、15万8千人以上が影響を受けた。州間道5号線は、ベリンハムの南にあるサミッシュ湖付近の区間が土砂に埋まり、通行止めとなった。当該区間は、土砂の撤去を受けて11月17日に再開された。ワットコム郡のヌクサック川盆地の洪水により、数百人の住民の避難と地域の学校の休校が余儀なくされた。また、ヌックサック近郊のファーンデールの一部に避難命令が発令され、ラミ族居住地への交通が全て遮断された。
アボッツフォード近郊でカナダ国境の南側にあるスーマス市では、推定で85％の住宅が洪水により被害を受けた。11月15日、BNSF鉄道の12両編成の貨物列車が、洪水のピーク時にスーマス近郊で脱線した。
スカジット郡とクララム郡も大規模な洪水に見舞われた。スカジット川は、1990年に記録された11.4メートルに迫る最高水位11.27メートルに達したが、2016年に中心部に設置された防潮壁により、マウントバーノンへの洪水は食い止められた。11月15日、ハミルトンでは、赤十字が運営する避難所への避難が行われた。クララム郡では、州道112号線と国道101号線の区間が土砂崩れで埋まり、マカ居留地とクララム湾が孤立した。
レーニア山国立公園では、グローブ・オブ・ザ・パトリアーチズへの通行手段である吊り橋が洪水により被害を受け、吊り橋の修繕または交換までの期間、グローブの閉鎖を余儀なくされた。

### サプライチェーン

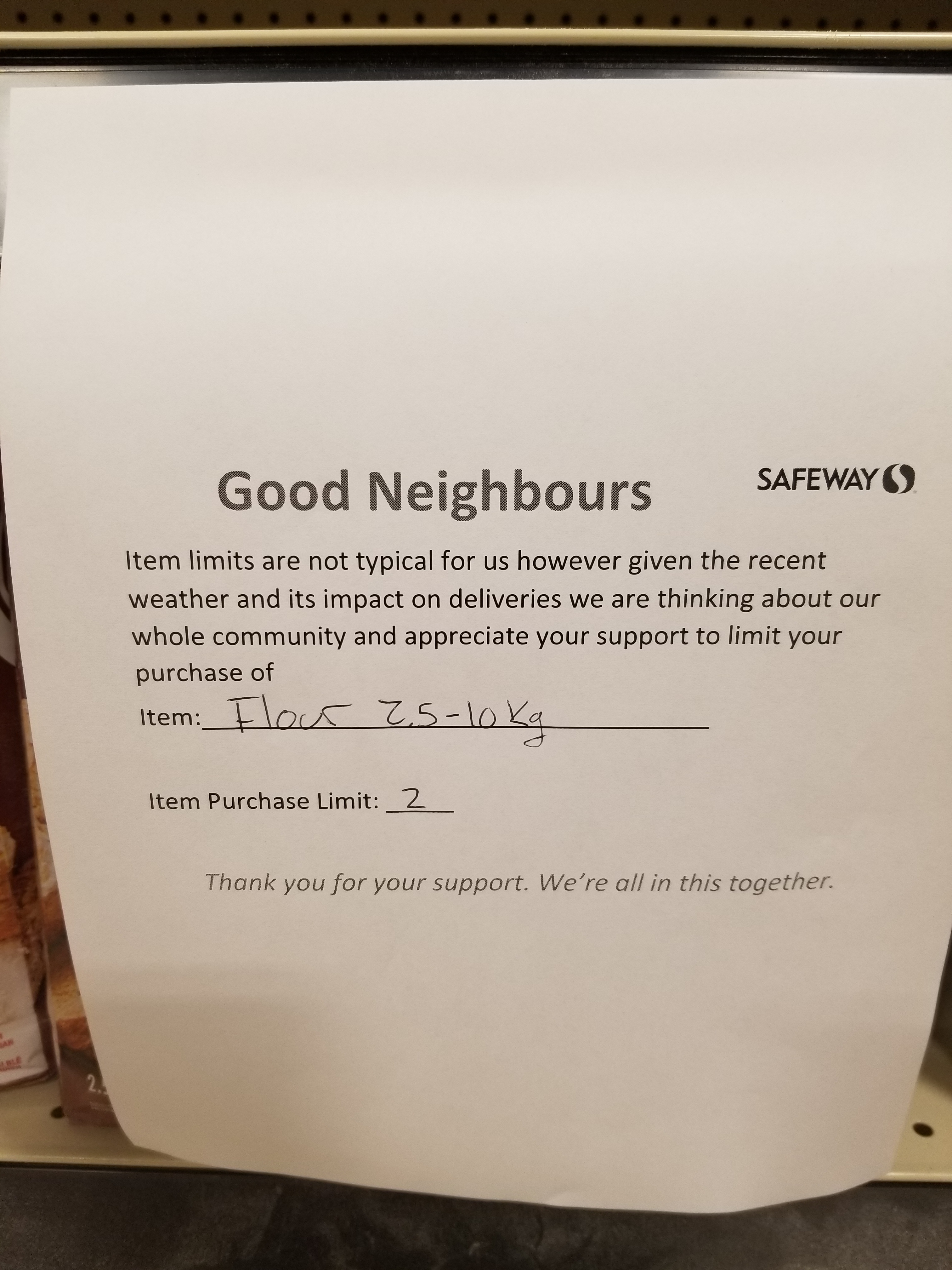
ブリティッシュコロンビア州コキットラムのスーパーマーケットの店頭に貼られた掲示物。洪水による供給不足のため、顧客に対し小麦粉の購入量を自主的に制限するよう求めている。

複数の道路および線路の閉鎖により、バンクーバー港に到着する原材料や生活必需品の貨物、同港から出荷されるカナダの穀物輸出の約75％に相当する農業生産品の輸送は、さらに長期間混乱が続くことが予想され、バンクーバー港への肥料、石炭、カリなどの貨物についても混乱が続くことが予想される。バンクーバー港における輸送の混乱は、ウィニペグまでの範囲にわたって、地域の事業に影響を及ぼしている。11月19日現在、バンクーバー港近海では貨物船40隻が貨物の積み下ろしのため待機中だが、同州内のプリンスルパート港は、通常通り稼働している。また、洪水によって空コンテナを一時的に保管するスペースが不足し、船会社が空コンテナを積んでアジアに戻り始めたため、カナダからの輸出の遅れがさらに悪化することとなった。
さらに、サプライチェーンの深刻な混乱に対する懸念が広がり、ロウアーメインランドとオカナガンの各地で買い占めが発生した。

## 人的被害
少なくとも5人が死亡し、10人が入院した。うち、4人の死亡は、バンクーバーの北約300キロメートル、ペンバートン北の州道99号線沿いの土砂崩れによるものであった。最初の犠牲者は11月16日に死亡が宣告された。11月20日、同じ土砂の中からさらに3人が遺体で発見された。11月17日時点で未だ1人が行方不明であると報じられており、行方不明者はさらに増える可能性がある。
11月18日には、ブリティッシュコロンビア州メリットからの避難中の交通事故で1人が死亡した。
ワシントン州エバーソンでは、11月15日、洪水に押し流されたトラックが発見され、乗車していた男性が行方不明であると報じられた。遺体は2日後に発見されたが、身元が行方不明者本人であるかは特定されていない。

## 余波と対応

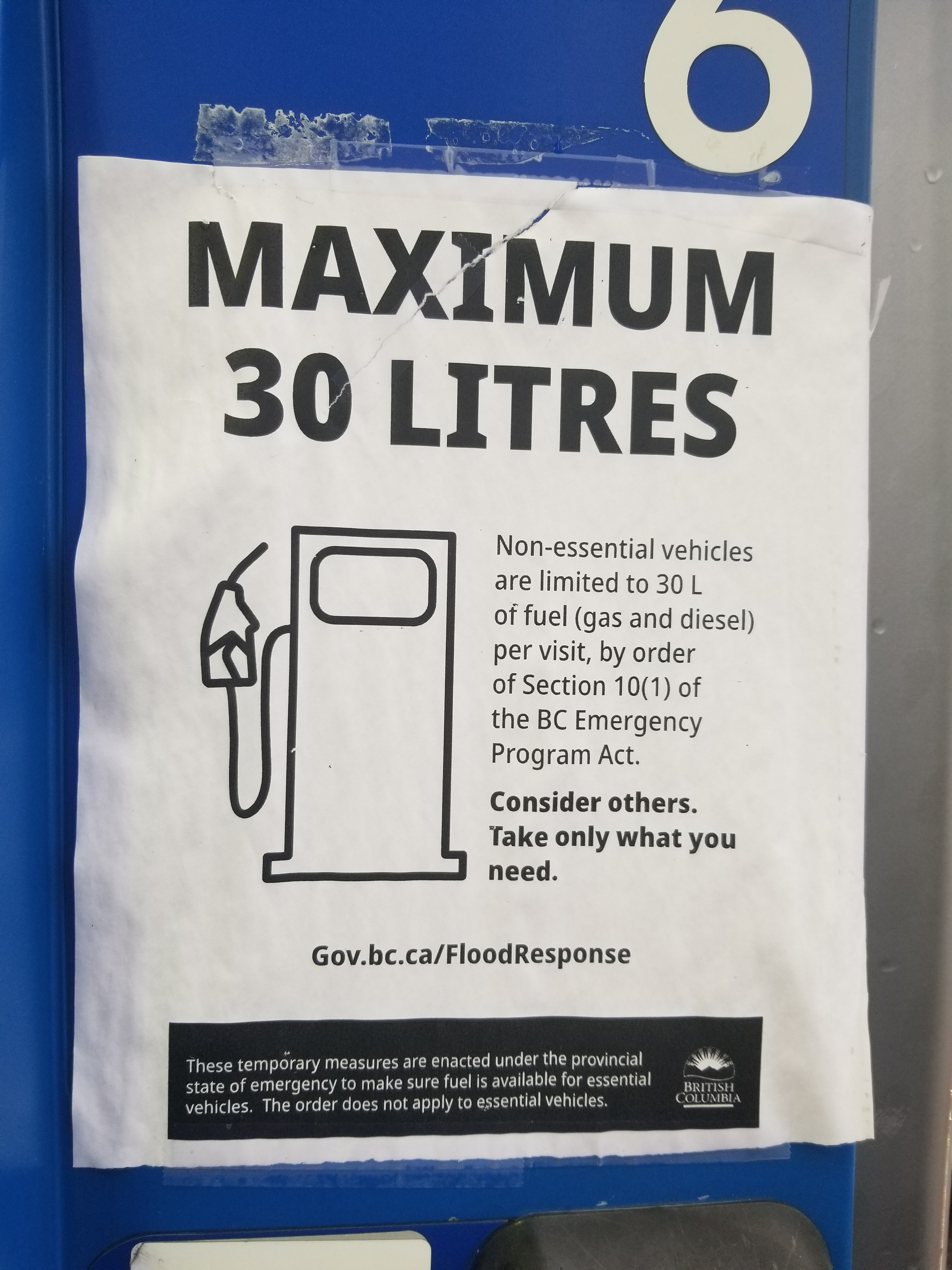
ブリティッシュコロンビア州バーナビーのガソリンスタンドの掲示物。州政府により給油を30リットル以内に制限するよう求められていることが示唆されている。

11月16日の記者会見で、ブリティッシュコロンビア州交通インフラ大臣ロブ・フレミングは、この暴風雨を「前代未聞」とし、「今世紀最悪の豪雨だ」と述べた。
11月17日、ブリティッシュコロンビア州の災害対応を支援するため、第一陣としてカナダ軍兵士120人がエドモントン基地から派遣された。その後、4日間にわたり、合わせて500人以上の隊員がブリティッシュコロンビア州に派遣された。うち、空軍隊員30人がヴァルカルティエ基地からアボッツフォードに派遣され、地上部隊200人以上と重機27台がエドモントン基地からバーノンに派遣された。
また、ファースト・ネーションを代表するグループが、ブリティッシュコロンビア州政府に対し、被害を受けた人々に支援が届きやすくなるよう、水害に対する州非常事態宣言を発令するよう求めた。その後、ブリティッシュコロンビア州首相ジョン・ホーガンは、同日中に州非常事態宣言を発令し、すでに打撃を受けていたサプライチェーンを保護するため、移動制限を行うことを発表した。
ブリティッシュコロンビア州南西部では、メトロバンクーバー地域の買い占めの広がりを受けて、11月19日にガソリンの供給を制限する追加制限が行われた。この制限は、少なくとも12月1日まで行われることが予想され、購入量は1回あたり最大30リットルに制限された。
ワシントン州知事ジェイ・インスレーは、11月15日、ワシントン州西部14郡を対象とする非常事態宣言を発令した。

### 災害支援
11月17日、水害と土砂崩れによる広範囲にわたる損害と損失を受けて、GoFundMeは、ブリティッシュコロンビア州水害被害者のための募金受付のための特設ページを開設した。11月18日、ブリティッシュコロンビア州政府は災害援助プログラムを立ち上げ、5日後、対象となる避難者への直接の現金支給をプログラムに追加することを発表した。同じく11月18日、アボッツフォードの地域組織連合は、災害により影響を受けた地元事業と災害救援を支援するため、災害救援基金を設立した。11月19日、大部分がメトロバンクーバーの地元民間企業で構成されHootSuiteが主導する30社以上による企業連合が、災害救援を支援するため、ブリティッシュコロンビア州およびユーコン準州の赤十字と提携した。同時に、一部の上場会社が、災害救援に直接関わっている様々な慈善団体に寄付を行った。
ワシントン州では、ジェイ・インスレー州知事が被害を受けた郡に対し、連邦政府から災害救援への支援を受けるための一部として、損害評価を行うことを求めた。また、企業が寄付・支援する様々な慈善団体が、災害救援のための支援を行った。

## 日本への影響
コロナ禍による海上輸送の混乱に加え、船便の経由地であるバンクーバー港近郊の水害により、世界的な物流網に深刻な影響が出た。日本マクドナルド、快活CLUB、モスバーガー、ほっともっと、デニーズなどで、北米から輸入しているポテトの遅延が発生しているとして、ポテトの販売の休止・終了が相次いだ。